# Calostoma cinnabarinum
Calostoma cinnabarinum es un miembro de la familia Sclerodermataceae. Originalmente, estaba distribuido en el este de América del Norte, América Central, el noreste de América del Sur y Este de Asia.